# Hula

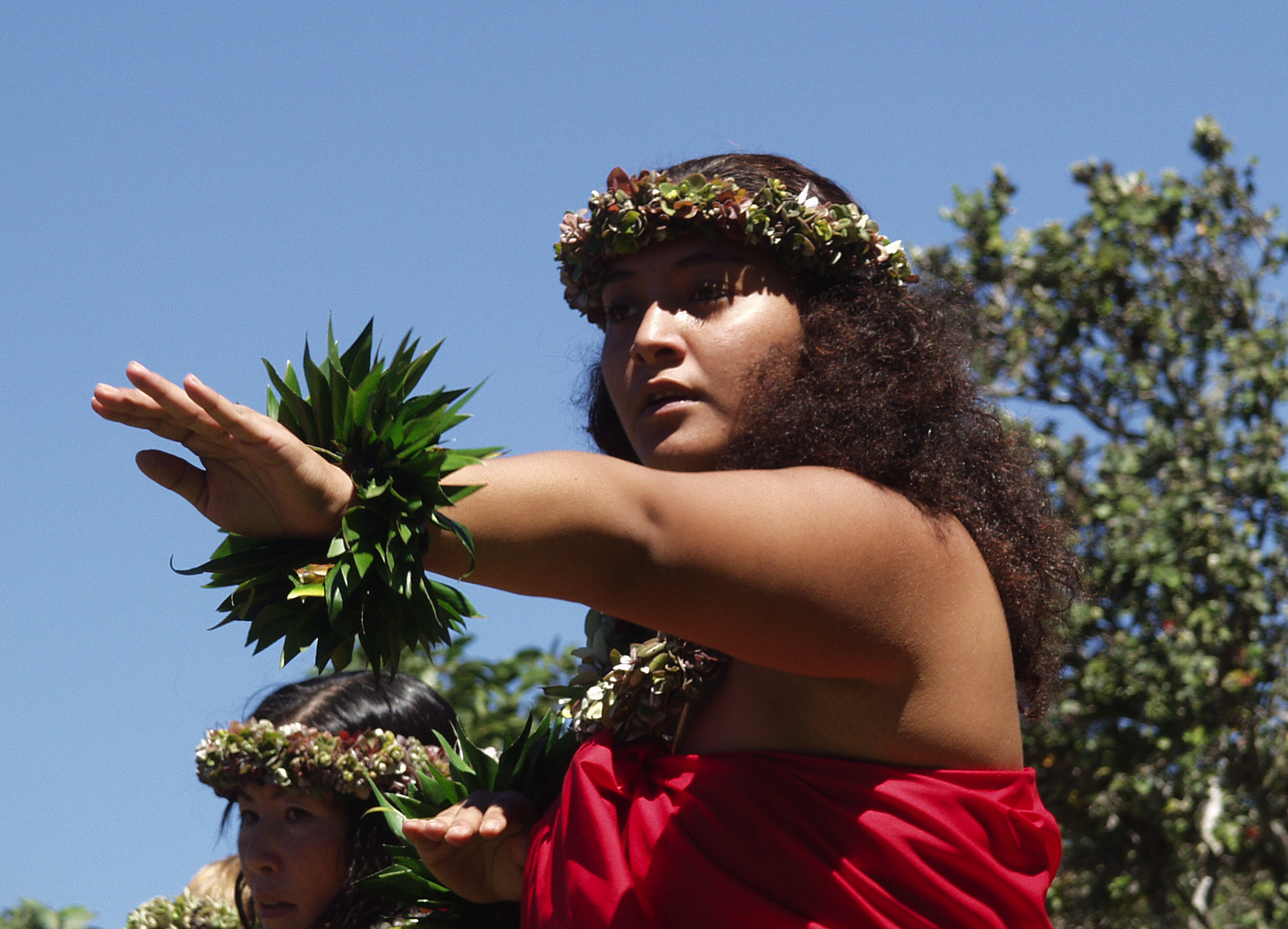
Apresentação de Hula kahiko no Parque Nacional dos Vulcões do Havaí

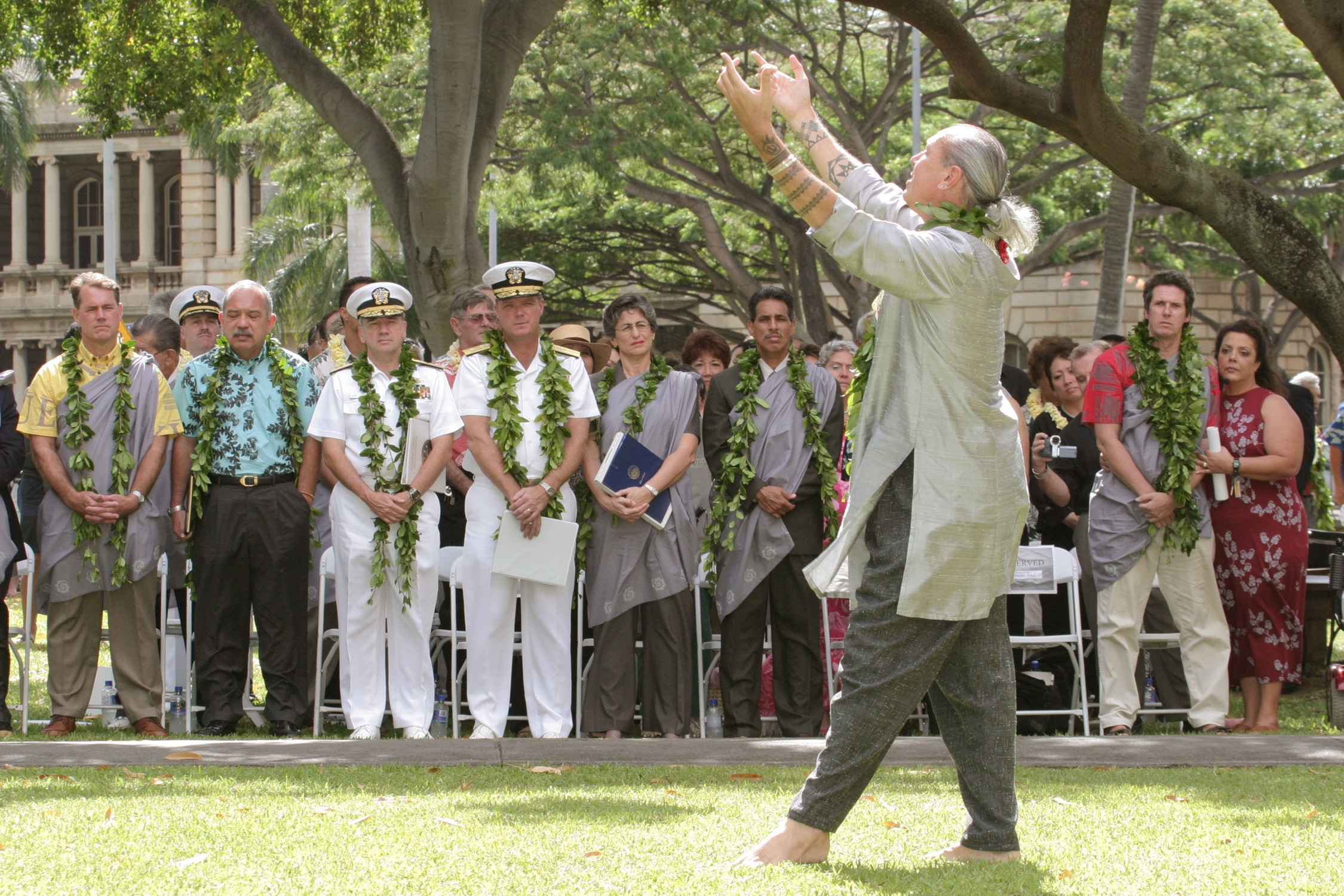
Hula no Havaí. Frank Kawaikapuokalani Hewett se apresenta com kumu hula durante uma cerimônia de transferência do controle da ilha de Kahoʻolawe da Marinha dos EUA para o estado.

Hula ([ˈhuːlə]) é uma forma de dança havaiana que expressa canto (oli) ou música (mele). Foi desenvolvida nas ilhas havaianas pelos nativos havaianos que lá se estabeleceram. A hula dramatiza ou retrata as palavras do oli ou mele em uma forma de dança visual.
Existem muitos subestilos de hula, com as duas categorias principais sendo Hula ʻAuana e Hula Kahiko. O hula antigo, realizado antes dos encontros ocidentais com o Havaí, é chamado de kahiko. É acompanhado por cantos e instrumentos tradicionais. O hula, como evoluiu sob influência ocidental nos séculos XIX e XX, é chamado de ʻauana (uma palavra que significa "vagar" ou "deriva"). É acompanhado por canções e instrumentos musicais de influência ocidental, como o violão, o ukulele e o contrabaixo.
A terminologia para duas categorias adicionais está começando a entrar no léxico da hula: "Monarquia" inclui qualquer hula composta e coreografada durante o século XIX. Durante esse período, a influência da cultura ocidental criou mudanças significativas nas artes formais havaianas, incluindo a hula. "Ai Kahiko", que significa "no estilo antigo", são as hula escritas nos séculos XX e XXI que seguem os protocolos estilísticos da antiga hula kahiko.
Existem também duas posições principais na dança hula: sentado (dança noho) ou em pé (dança luna). Algumas danças utilizam ambas as formas.

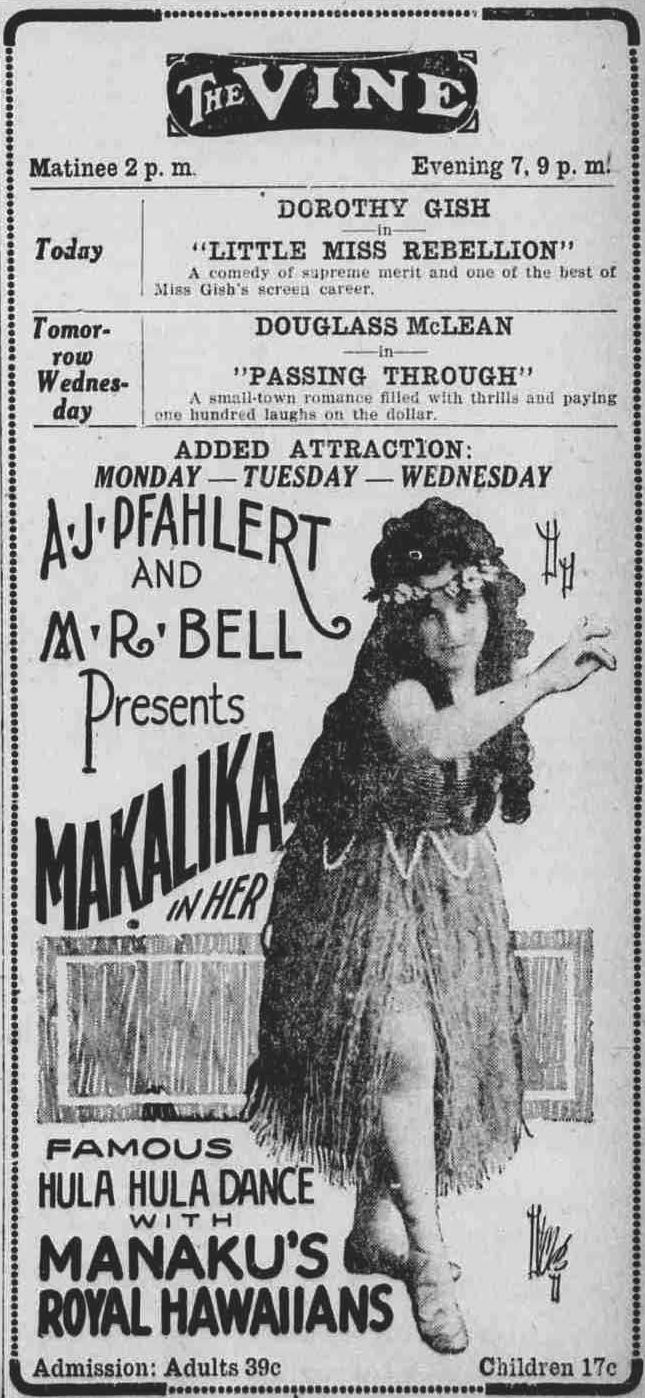
Na década de 1890 e no início da década de 1900, dançarinos de hula e músicos havaianos excursionaram pelos Estados Unidos. Este anúncio apareceu em um jornal de Ohio em 1921

A dança hula é complexa, com muitos movimentos de mãos usados para representar as palavras de uma música ou canto. Por exemplo, os movimentos das mãos podem representar aspectos da natureza, como o balanço de uma árvore ao vento ou uma onda no oceano, ou um sentimento ou emoção, como carinho ou anseio. Os movimentos dos pés e quadris geralmente se baseiam em um conjunto básico de passos, incluindo o kāholo, kaʻo, kāwelu, hela, ʻuwehe, e ʻami.
Existem outras danças relacionadas (tamure, hura, 'aparima, 'ote'a, haka, kapa haka, poi, Fa'ataupati, Tau'olunga e Lakalaka) que vêm de outras ilhas polinésias, como o Taiti, as Ilhas Cook, Samoa, Tonga e Nova Zelândia; no entanto, o hula é exclusivo das ilhas havaianas.
Cinco gêneros de hula podem ser classificados em um espectro com "o mais antigo" à esquerda e "o mais moderno" à direita. As subcategorias hula pahu e hula 'āla'apapa são antigas, originárias de antes da introdução do cristianismo. Graças à documentação bem preservada, as diretrizes para que os intérpretes tragam o texto poético de volta ao palco permanecem claras em fontes manuscritas. Do outro lado do espectro, as canções hapa haole são relativamente modernas e também foram disseminadas como partituras, um esforço conjunto de etnomusicólogos e compositores contemporâneos. Os outros dois tipos de hula, hula ku'i e hula 'ōlapa, representam um desafio para os editores em termos de textualização e representação em uma edição crítica. Esses dois gêneros refletem a transformação social e a ocidentalização na região, influenciadas pela economia e política americanas. Mais importante ainda, o mesmo formato de texto estrófico é aplicado em ambos os gêneros, construídos com duas ou quatro linhas de texto, com cada uma delas comumente definida para um número uniforme de tempos. Durante a apresentação, é prática comum que as canções sejam separadas em estrofes, que se repetem por um breve interlúdio rítmico. Entre os gêneros de hula, a estrutura melódica correspondente e a estrutura musical estrófica distinguem o hula ku'i e o hula 'ōlapa modernos dos demais.